# Tapkin Guiwa
Tapkin Guiwa (auch: Tabkin Guiwa, Tapkin Giwa) ist ein Dorf in der Landgemeinde Dan-Issa in Niger.

## Geographie
Das von einem traditionellen Ortsvorsteher (chef traditionnel) geleitete Dorf befindet sich rund 34 Kilometer nordöstlich des Hauptorts Dan-Issa der gleichnamigen Landgemeinde, die zum Departement Madarounfa in der Region Maradi gehört. Zu den Siedlungen in der näheren Umgebung von Tapkin Guiwa zählen Gawaro Madatey im Nordwesten, Magami im Norden, Guidan Doutchi im Osten, Dambo im Südwesten und Guidan Basso im Westen.
Tapkin Guiwa ist Teil der Übergangszone zwischen Sahel und Sudan. Die durchschnittliche jährliche Niederschlagsmenge beträgt hier zwischen 400 und 500 mm.

## Bevölkerung
Bei der Volkszählung 2012 hatte Tapkin Guiwa 2437 Einwohner, die in 302 Haushalten lebten. Bei der Volkszählung 2001 betrug die Einwohnerzahl 1222 in 187 Haushalten und bei der Volkszählung 1988 belief sich die Einwohnerzahl auf 1254 in 195 Haushalten.
Die Bevölkerungsdichte in diesem Gebiet ist für nigrische Verhältnisse hoch.

## Wirtschaft und Infrastruktur
Das Gebiet der Ebenen im südlichen Teil der Region Maradi, in dem Tapkin Guiwa liegt, ist von einer anhaltenden Degradation der ackerbaulichen Flächen gekennzeichnet, die mit der hohen Bevölkerungsdichte in Zusammenhang steht. Es gibt eine Schule im Dorf. Von Tapkin Guiwa führt die 43 Kilometer lange Route 424, eine einfache Piste, zum Gemeindehauptort Dan-Issa.